# Benjamini-Schramm-Konvergenz
In der Mathematik ist Benjamini-Schramm-Konvergenz oder kurz BS-Konvergenz ein ursprünglich aus der Graphentheorie stammender und inzwischen auch in Geometrie und Topologie Anwendung findender Begriff. 
Die Idee ist, unendliche Graphen oder nichtkompakte Riemannsche Mannigfaltigkeit durch endliche Graphen oder kompakte Riemannsche Mannigfaltigkeit zu approximieren.

## Benjamini-Schramm-Konvergenz von Graphen
Die folgende Definition wurde von Itai Benjamini und Oded Schramm in die Graphentheorie eingeführt.

### Definition
Zu jedem Graphen {\displaystyle G} betrachten wir das Wahrscheinlichkeitsmaß {\displaystyle \mu _{G}}
auf der Menge der Wurzelgraphen, welches der Gleichverteilung auf der Menge der Wurzelgraphen {\displaystyle (G,o)} für Knoten {\displaystyle o} von {\displaystyle G} entspricht. (Insbesondere hat {\displaystyle \mu _{G}} seinen Träger auf der Menge der Wurzelgraphen, deren zugrundeliegender Graph {\displaystyle G} ist.)
Auf einem Graphen {\displaystyle G} kann man eine Metrik dadurch definieren, dass jeder Kante die Länge 1 zugeordnet wird. Für einen Wurzelgraphen {\displaystyle (G,o)} und {\displaystyle r\in \mathbb {N} } bezeichnet {\displaystyle B_{G}(o,r)} den Untergraphen, der von allen Knoten aufgespannt wird, die von {\displaystyle o} den Abstand kleiner als {\displaystyle r} haben.
Eine Folge von Graphen beschränkter Valenz {\displaystyle G_{n}} BS-konvergiert gegen einen Graph {\displaystyle G_{\infty }}, wenn für jeden Wurzelgraphen {\displaystyle (H,o_{H})} und jedes {\displaystyle r\in \mathbb {N} } die Wahrscheinlichkeit, dass {\displaystyle (G_{n},o)} zu {\displaystyle (H,o_{H})} isomorph ist, konvergiert gegen die Wahrscheinlichkeit, dass {\displaystyle (G_{\infty },o)} zu {\displaystyle (H,o_{H})} isomorph ist.

Die Kreisgraphen,, und

### Beispiel
Die Folge der Kreisgraphen {\displaystyle C_{n}} BS-konvergiert gegen den Cayley-Graphen der Gruppe der ganzen Zahlen, also den unendlichen linearen Graphen {\displaystyle P_{\infty }}.

## Benjamini-Schramm-Konvergenz Riemannscher Mannigfaltigkeiten

### Definition
Wir versehen die Menge {\displaystyle {\mathcal {M}}} der punktierten Riemannschen Mannigfaltigkeiten mit der Gromov-Hausdorff-Topologie. 
Sei {\displaystyle M} eine (nicht-kompakte) Riemannsche Mannigfaltigkeit und {\displaystyle \Gamma _{n}} eine Folge von Gittern in der Isometrie-Gruppe {\displaystyle Isom(M)}.
Man sagt, dass die Folge Riemannscher Mannigfaltigkeiten {\displaystyle M_{n}=\Gamma _{n}/M} gegen {\displaystyle M} im Sinne von Benjamini-Schramm konvergiert, wenn für alle {\displaystyle R>0} die Wahrscheinlichkeit, dass die Kugel vom Radius {\displaystyle R} um einen zufälligen Punkt in {\displaystyle M_{n}} isometrisch zur entsprechenden Kugel vom Radius {\displaystyle R} in {\displaystyle M} ist, für {\displaystyle n\to \infty } gegen {\displaystyle 1} konvergiert. 
Eine äquivalente Bedingung ist, dass für jedes {\displaystyle R>0}
{\displaystyle \lim _{n\to \infty }{\frac {vol((M_{n})_{<R})}{vol(M_{n})}}=0}
gilt, wobei {\displaystyle (M_{n})_{<R}=\left\{x\in M_{n}\colon inj_{M_{n}}(x)<R\right\}} den {\displaystyle R}-dünnen Teil von {\displaystyle M_{n}} beziehungsweise {\displaystyle inj_{M_{n}}} den Injektivitätsradius bezeichnet.

### Beispiel
Sei {\displaystyle \Gamma \subset Isom(M)} ein kokompaktes Gitter und {\displaystyle \Gamma _{n}\subset \Gamma } eine Folge normaler Untergruppen mit {\displaystyle \textstyle \bigcap _{n}\Gamma _{n}=\left\{0\right\}}. Dann ist {\displaystyle (M_{n})_{<R}=\emptyset } für hinreichend große {\displaystyle n}, also BS-konvergiert die Folge {\displaystyle M_{n}=\Gamma _{n}/M} gegen {\displaystyle M}.

## Benjamini-Schramm-Konvergenz metrischer Räume
Die folgende allgemeine Definition umfasst die beiden vorhergehenden.
Wir versehen die Menge {\displaystyle {\mathcal {X}}} der punktierten, eigentlichen, kompakten metrischen Räume mit der Gromov-Hausdorff-Topologie. 
Sei {\displaystyle X} ein eigentlicher, kompakter, metrischer Raum mit einem Wahrscheinlichkeitsmaß {\displaystyle \mu }. Dieses Wahrscheinlichkeitsmaß definiert ein {\displaystyle \mu _{X}} genanntes Wahrscheinlichkeitsmaß auf {\displaystyle {\mathcal {X}}}, welches der Verteilung der {\displaystyle x\in X} gemäß {\displaystyle \mu } auf der Menge der punktierten Räume {\displaystyle (X,x)\in {\mathcal {X}}} mit {\displaystyle x\in X} entspricht. (Insbesondere hat {\displaystyle \mu _{X}} seinen Träger auf der Menge der punktierten metrischen Räume, deren zugrundeliegender metrischer Raum {\displaystyle X} ist.)
Sei {\displaystyle X_{n}} eine Folge eigentlicher, kompakter, metrischer Räume mit einem Wahrscheinlichkeitsmaß {\displaystyle \mu _{n}}. Man sagt, dass die Folge {\displaystyle X_{n}} Benjamini-Schramm-konvergiert, 
wenn die Folge {\displaystyle \mu _{X_{n}}} in der Schwach-*-Topologie gegen ein Maß {\displaystyle \mu _{\infty }} auf {\displaystyle {\mathcal {X}}} konvergiert.